# Laculatina
Laculatina es un género de foraminífero bentónico de la Subfamilia Oolininae, de la Familia Ellipsolagenidae, de la Superfamilia Polymorphinoidea, del Suborden Lagenina y del Orden Lagenida. Su especie-tipo es Lagena quadrilatera var. striatula. Su rango cronoestratigráfico abarca desde el Mioceno hasta la Actualidad.

## Discusión
Clasificaciones previas incluían Laculatina en la Superfamilia Nodosarioidea.

## Clasificación
Laculatina incluye a las siguientes especies:
- Laculatina quadrilatera
- Laculatina striatula

Otra especie considerada en Laculatina es:
- Laculatina quadrangularis, aceptado como Lagenosolenia quadrangularis

Laculatina quadrangularis (Brady 1884) accepted as Lagenosolenia quadrangularis (Brady 1884)